# Prionotropis
Prionotropis es un género de insectos ortópteros de la subfamilia Thrinchinae, familia Pamphagidae. Se distribuye en el sur de Europa y Asia (Turquía).

## Especies
Las siguientes especies pertenecen al género Prionotropis:
- Prionotropis ancosae Olmo-Vidal, 2017
- Prionotropis appula (Costa, 1836)
- Prionotropis azami Uvarov, 1923
- Prionotropis flexuosa (Serville, 1838)
- Prionotropis hystrix (Germar, 1817)
- Prionotropis maculinervis (Stål, 1876)
- Prionotropis rhodanica Uvarov, 1923
- Prionotropis willemsorum Massa & Ünal, 2015
- Prionotropis xausi Olmo-Vidal, 2020